# عبد الله المهيني
عبد الله ناصر المهيني (مواليد 25 مارس 1997) هو لاعب كرة قدم سعودي يلعب حالياً في نادي الكوكب.

## مسيرة اللاعب
لعب سابقاً في نادي الهلال في الفئات السنية و نادي النهضة ونادي الدرعية ونادي الأنصار ونادي الخليج ونادي الصفا ونادي الكوكب ونادي مضر.